# القيصومة (القصيم)
مركز القيصومة  غرب منطقة القصيم في وسط القصيم تبعد عن العاصمة الادارية للقصيم بريده 130 كم

## التاريخ
مركز القيصومة  وهي قديمة وقد طلبها الشيخ شجاع بن حبشان بن شعيفان من الدولة في اواخر عام 1366هـ 1947م وأعطي عليها اقطاع حكومي في عام 1374هـ في عام 1394هـ تم تكليف الشيخ محمد بن شجاع بن حبشان أميرا لها وثم الآن الشيخ بدر محمد بن حبشان اميرا لها.

## السكان
يبلغ عدد سكان القيصومة 3.000 نسمة وسكانها هم الشعافين من بني عمرو من حرب

## الموقع الجغرافي
القيصومه تقع في وسط القصيم تبعد عن العاصمة الادارية للقصيم بريدة 130 كم
تقع باتجاه الغرب بين محافظة الرس ومحافظة النبهانيه وتبعد عن الرس 32 كم
يحدها من الشمال محافظة النبهانية بحوالي 15 كم
يحدها من الجنوب مدينة الشبيكية بحوالي 80 كم
يحدها من الشرق مركز قصر ابن عقيل بحوالي 22 كم يحدها من الغرب مركز الصليبي بحوالي 12 كم

## المناخ
المناخ قاري صحراوي، حار جاف صيفًا بارد مُمطر شتاء وتبلغ درجة الحرارة صيفًا 45°م، وفي الشتاء تصل إلى  مادون الصفر وسقوط أمطار